# Кларксбург (Мериленд)
Кларксбург (енгл. Clarksburg) насељено је место без административног статуса у америчкој савезној држави Мериленд.

## Демографија
По попису из 2010. године број становника је 13.766, што је 11.932 (650,6%) становника више него 2000. године.
| Група             | 2000.         | 2010.         |
| Белци             | 1.619 (88,3%) | 5.309 (38,6%) |
| Афроамериканци    | 65 (3,5%)     | 2.027 (14,7%) |
| Азијати           | 81 (4,4%)     | 4.625 (33,6%) |
| Хиспаноамериканци | 50 (2,7%)     | 1.348 (9,8%)  |
| Укупно            | 1.834         | 13.766        |